# Bonanat Zaortiga

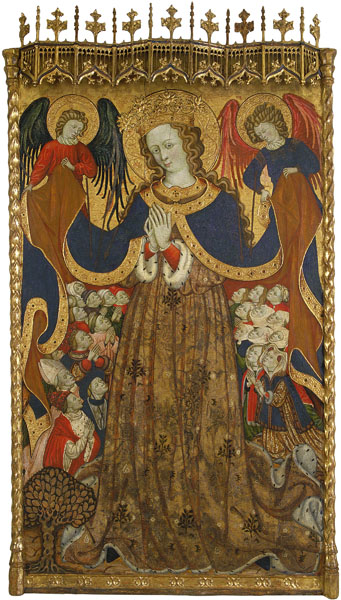
Mare de Déu de la Misericòrdia, MNAC.

Bonanat Zaortiga (Aragó, segle xv) fou un pintor actiu a la zona d'Aragó que va practicar la tècnica del gòtic internacional. Existeixen poques obres atribuïdes a aquest mestre. Segons la col·lecció Frick, se'ls va conèixer amb diversos noms.

## Obra identificada
- Retaule de Sant Agustí de la seu de Saragossa
- Retaule de Santa Maria d'Eixea (1423)
- Retaule de la col·legiata de Tudela (atribuït}

Al MNAC es conserven diverses obres seves o atribuïdes, com :
- Mare de Déu de la Misericòrdia [3]
- Sant Vicenç[4]
- Sant Llorenç[5]